# Famara Ibrahima Sagna
 (décembre 2009).
Si vous disposez d'ouvrages ou d'articles de référence ou si vous connaissez des sites web de qualité traitant du thème abordé ici, merci de compléter l'article en donnant les références utiles à sa vérifiabilité et en les liant à la section « Notes et références ».
Pour les articles homonymes, voir Sagna.
Famara Ibrahima Sagna (1938-) est un homme politique sénégalais, originaire de Casamance, plusieurs fois ministre et ancien Président du Conseil économique et social de la République du Sénégal sous la présidence d'Abdou Diouf.

## Formation
Né le 26 novembre 1938 à Ziguinchor, Famara Ibrahima Sagna a fait sa scolarité primaire à Ziguinchor avant de poursuivre ses études secondaires et supérieures à Dakar et à Paris, notamment à l’Institut des hautes études d’outre-mer de Paris (nom donné par la France à l’ancienne École nationale de la France d'outre-mer à partir de 1958), section « Administration Générale », promotion « Charles de Gaulle » (15 juin 1961). Juriste de formation (droit public) au départ, administrateur civil, Famara Ibrahima Sagna devient également analyste financier après une formation post-universitaire en France et aux USA.
Il parle sept langues : le français, l'anglais, le wolof, le mandingue, le pulaar, le créole portugais et le diola.

## Carrière dans l’Administration Centrale
- Ses débuts dans la gestion des Affaires de l’État.

Administrateur civil, il occupa aussitôt de retour au Sénégal, en 1962, des fonctions d’autorité dans l’administration sénégalaise sous Maître Valdiodio Ndiaye, ministre de l’Intérieur. Il commença ainsi sa carrière à la Direction des Affaires politiques et administratives du Ministère de l’Intérieur comme administrateur mis à la disposition du Directeur. Il occupa par la suite, dans le cadre de cette Direction, successivement les fonctions suivantes : Chef de bureau de la Police des associations, des débits de boissons, des jeux et des secours ; Chef de service de l’Administration générale (actuelle Direction de l’Administration Territoriale - DAGAT) ; et Directeur adjoint.
Il devient premier Sénégalais Directeur de la Protection civile en juillet 1963 et effectue une formation rapide à l’École nationale de la protection civile à Nainville-les-Roches (France) et une mission d’information auprès du préfet Raoul, son homologue français. Il quitte le Ministère de l’Intérieur que dirige Abdoulaye Fofana pour rejoindre le Ministère de l’Enseignement technique, professionnel et de la Formation des cadres et devient directeur de cabinet sous le ministre Émile Badiane. Il est par la suite affecté au Ministère des Finances que dirige Jean Collin comme adjoint au directeur du Mouvement général des fonds pour répondre à son ambition de se reconvertir à l’économie et aux finances.

## Éducation post-universitaire
Après des fonctions d’autorité tenues dans l’Administration centrale, Famara Ibrahima Sagna, sur sa demande, retourne en formation post-universitaire en France et aux États-Unis en vue d’une spécialisation comme analyste financier au Centre d'études financières, économiques et bancaires de Paris (CEFEB) dont il est le Président de l’Association des étudiants et stagiaires (12e promotion 1968) et à l’Institut du Fonds monétaire international (FMI) à Washington DC (cycle d’analyse et de politiques financières) comme contractuel pour une période de deux ans de formation dans les services du FMI

## Son cursus après sa formation post-universitaire
Dans la gestion des Affaires de l’État
Après le FMI, Famara Ibrahima Sagna rentra au Sénégal et occupa les fonctions de conseiller financier chargé de la coordination des activités financières et des relations avec les institutions internationales de financement du développement, au Ministère des Finances et des Affaires économiques, sous l’autorité du ministre Babacar Ba.
Dans la gestion des Sociétés d’État et des Sociétés d’économie mixte
- Président-Directeur-Général de la Société nationale de garanties et d’assistance (SONAGA)
- Directeur-Général de la Banque nationale pour le développement du Sénégal (BNDS). (Il faut noter par ailleurs que la BNDS a été liquidée en 1990 soit 10 ans après son départ de la direction de l'établissement et sa succession par deux directeurs généraux).
- Administrateur de l’Administration autonome de la Zone franche industrielle de Dakar (ZFID)

Dans le Gouvernement de la République
- Ministre du Développement Rural (Agriculture, Élevage et Pêche)
- Ministre du Développement industriel et de l’Artisanat (Industrie, Mines et Géologie, Énergie et Artisanat)
- Ministre de l’Intérieur
- Ministre de l’Économie, des Finances, du Plan
- Ministre de l’Économie, des Finances, du Plan et de l’Intégration africaine

Dans les Relations internationales
- Conseiller auprès de la Délégation du Sénégal aux Assemblées annuelles communes du Fonds monétaire international et du Groupe de la Banque mondiale : 1971-1973 et 1979- 1986 ;
- Délégué du Sénégal à la Conférence des Ministres des Finances du Groupe des 77 tenue à Caracas en 1972 pour mettre en place le Comité des 24 destiné à faciliter la participation des pays en développement aux négociations du Comité des 20 sur la reforme du système monétaire international ;
- Expert auprès des Ministres des Finances du Comité des 24, du Groupe des 77 et du Comité des Suppléants de l’OCAM aux négociations du Comité des 20 chargé de la réforme du système monétaire international jusqu'à sa nomination comme Président Directeur General de la SONAGA en 1973 ;
- Observateur pour le Sénégal au Comité des suppléants et au comité ministériel du Comité des 24 du Groupe des 77 des institutions de Bretton Woods ;
- Gouverneur suppléant pour le Sénégal auprès du Groupe de la Banque mondiale : 1974-1978 ;
- Premier Administrateur (Membre du Comité de Direction) pour le Sénégal auprès de la Banque ouest-africaine de développement : 1975-1980 ;
- Premier Gouverneur pour le Sénégal auprès de la Banque islamique de développement (BID) : 1977-1978 ;
- Gouverneur suppléant pour le Sénégal auprès de la Banque islamique de développement (BID) : 1977-1978 ;
- Rapporteur général de l’Assemblée générale constitutive de l’Association des Institutions africaines de financement du développement : 1976-1980 ;
- Membre du Comité exécutif de l’Association des Institutions africaines de financement du développement : 1976-1980 ;
- Chef de la Délégation du Sénégal aux Assemblées générales de l'Organisation des Nations unies pour l'alimentation et l'agriculture (FAO) : 1986-1988 ;
- Chef de la délégation du Sénégal aux Assemblées générales du Fonds international de développement agricole (FIDA) : 1986-1988 ;
- Président du Conseil des Ministres de l’Association pour le développement de la riziculture en Afrique de l’Ouest (ADRAO) : 1986-1988 ;
- Président du Conseil des Ministres du Comité inter-États de lutte contre la sécheresse au Sahel (CILSS) : 1987 ;
- Chef de la Délégation du Sénégal à la Conférence générale de l’Organisation des Nations unies pour le développement industriel (ONUDI) : 1988-1989 ;
- Gouverneur pour le Sénégal, cumulativement auprès du Fonds monétaire international et du Groupe de la Banque mondiale : 1991-1993 ;
- Président du Conseil des Gouverneurs de la Banque africaine de développement (BAD) et du Conseil des Gouverneurs du Fonds africain de développement en 1992 et en 1993 ;
- Président de l’Union des Conseils économiques et sociaux et institutions similaires d’Afrique ;
- Fellow de l’Association internationale des banquiers ;

À la tête d’une des institutions de la République
- Président du Conseil économique et social (4e personnalité de l’État passant avant le gouvernement sur le plan protocolaire national) le 2 juin 1993.
- Président honoraire du Conseil économique et social.

## Activités politiques
Famara Ibrahima Sagna est membre du Parti socialiste (PS) en janvier 1984, à la demande du Secrétaire général du PS de l’époque, le Président Abdou Diouf. À la suite du Congrès extraordinaire du PS des 20, 21, 24 janvier 1984, il devint Secrétaire national du Bureau politique du PS chargé des Affaires économiques et Président de la Commission des Affaires économiques et financières du comité central du parti. Devenu ministre de l’Intérieur en 1990, il démissionna du PS pour pouvoir tenir la balance égale entre toutes les formations politiques du pays. Il organisa la réconciliation nationale grâce à cette démission portée à la connaissance des partis et de l’opinion. Le dialogue fructueux avec l’opposition et la médiation entre Maître Abdoulaye Wade et Abdou Diouf ont été les conséquences de cette réconciliation qui aboutit à la formation d’un gouvernement de majorité présidentielle le 7 avril 1991. Il devint ministre de l’Économie, des Finances et du Plan ce 7 avril 1991. Par la suite, tenant compte de certaines difficultés relationnelles entre lui et le Premier ministre Habib Thiam, Famara Ibrahima Sagna adressa une lettre au Président de la République, le 30 novembre 1992 pour faire connaître sa décision d’arrêter sa participation au Gouvernement si, en cas de victoire du président Diouf aux élections de 1993, le Premier ministre en place devait être maintenu. Après ces élections présidentielles et législatives de 1993, le Président Abdou Diouf décida en effet de maintenir son Premier ministre. Famara Ibrahima Sagna, à son tour, n’hésita pas  une seconde à quitter le gouvernement pour convenances personnelles. Mais des négociations amicales entre le Président de la République et Famara Ibrahima Sagna aboutirent à une proposition de nomination comme Président du Conseil économique et social. Après consultation de ses parents et de ses amis, Famara Ibrahima Sagna accepta le poste. Il fut nommé Président du Conseil économique et social et le 2 juin 1993, et devint le quatrième personnage de l’État. Il convient de noter que depuis 1990, Famara Ibrahima Sagna n’appartient à aucun parti politique.

## Distinctions honorifiques
- Grand-croix de l’ordre national du Lion du Sénégal
- Grand officier de la Légion d’honneur (France)
- Knight Commander of the Royal Victoria Order (Grande-Bretagne)
- Commandeur de l’Ordre National de Côte d’Ivoire

## Kaléidoscope de ses ascendants
Famara Ibrahima Sagna est :
- Arrière-petit-fils de Bourin Sagna, chef traditionnel, à Sédhiou, cosignataire avec ses pairs chefs de l’époque et le Représentant de la France, le Chef d’Escadron de Cavalerie Henri Canard, Commandant Supérieur de l’Arrondissement de Gorée et Dépendances, du traité de Sédhiou du 19 janvier 1873: Archives nationales du Sénégal, Cote 13 G4 277-278.
- Petit-fils de Almamy Bourin Sagna (Sédhiou 1852–Marsassoum 1936), chef coutumier, gros producteur, commerçant et traitant, enlevé à l’affection des siens en 1936 à Marsassoum (Sourouwacounda) à l’âge de 84 ans.
- Fils cadet de Ibrahima Almamy Bourin Sagna (Fanda 1875–Ziguinchor 1968), grand notable à Marsassoum, quartier Sourouwakounda, qui s’installa à Ziguinchor en 1904, comme coordinateur des activités de son père en Basse Casamance et en Guinée portugaise (activités qui au demeurant furent arrêtées en 1944 à la suite des conséquences néfastes de la Seconde Guerre mondiale), et qui fut enlevé à l’affection des siens le 2 février 1968 à Ziguinchor à l’âge de 93 ans.
- et de Adja Ramatoulaye Diallo (Carabane 1900-Ziguinchor 1990), fille cadette du grand marabout Baba Thierno Aliou Diallo et de Adama Fall, son épouse, Baba Thierno fut enlevé à l’affection des siens en 1906 à Marsassoum–Santo.
- Petit-fils du Grand Marabout Baba Thierno Aliou Diallo, de la grande famille des Kaldouyankés du Fouta Djallon.
- Petit neveu par alliance de Ousmane Saer Diop, traitant installé à Carabane, premier époux de sa grand-mère maternelle Adama Fall. Ousmane Diop était le fils de l’illustre Sénégalais Saer Diop qui fonda Serekunda, « Keur Saer » en mandingue. Serekunda est aujourd’hui la deuxième ville de la Gambie : l’actuel chef de Serekunda, l’Alcalo Sidy Diop est un cousin de Famara Ibrahima Sagna.
- Neveu en ligne directe des enfants Diallo issus du mariage entre le marabout Baba Thierno Aliou Diallo et sa grand-mère Adama Fall.
- Neveu en ligne directe des enfants Diop issus du mariage entre Ousmane Saer Diop et sa grand-mère Adama Fall.

Métis culturel et biologique, soumis dès sa plus tendre enfance, à Ziguinchor et à Dakar, à l’influence de la culture mandingue de son père, dont le papa était mandingue et la mère diola du Fogny islamisée par les Mandingues, et à celle de la culture peule, de la culture oualoff et de la culture léboue, Famara Ibrahima Sagna a des liens de parenté de sang avec les trois principales ethnies de la Casamance naturelle, à savoir : les Mandingues, les Peuls et les Diolas (Il convient ici de retenir qu’en Casamance, les noms Sagna, Sané, Sonko, Diemé ou Diamé notamment, sont portés par trois ethnies : les Mandingues, les Diolas er les Bainouks.

## Situation actuelle
Président Honoraire du Conseil Economique et Social nomme par décret du Président de la République en hommage à ses 42 ans de services en faveur du Sénégal et de la communauté internationale.

## Publications
- Des pionniers de Rochdale à l'Union des Coopérateurs de Picardie (mémoire d’élève-administrateur rédigé en 1960 à Amiens après son stage de Préfecture au cabinet du préfet de la Somme, Henri Larrieu)
- La Zone Franche et l'UMOA (Mémoire d'études).
- La dévaluation du Franc malien (travaux pratiques au FMI).
- Kaléidoscope de ma vie administrative.
- Mémoires d'un électron libre témoin de l'histoire du Sénégal de 1962 à 2009 (mise à jour terminée).
- Kaléidoscope des États féodaux pré-coloniaux du sud du Sénégal avant la conquête coloniale et l'organisation administrative du territoire baptisé « Casamance » par le pouvoir colonial (en phase de documentation).